# Songs, Stories & Spirituals
Songs, Stories & Spirituals – jedenasty solowy album muzyczny amerykańskiego jazzowego kontrabasisty i basisty Johna Patitucciego nagrany 9-10 maja 2002 w Avatar Studios, dla Concord Records. Płyta została wydana 11 marca 2003.

## Muzycy
- John Patitucci - kontrabas (1-3, 5-10, 12), 6-strunowa elektryczna gitara basowa (4, 7)
- Ed Simon - fortepian (1, 2, 4, 6-11), instrumenty perkusyjne (3)
- Brian Blade - perkusja (1-4, 6-10, 12), instrumenty perkusyjne (3, 6-10, 12)
- Tom Patitucci - gitara z nylonowymi strunami (6, 7)
- Tim Ries - flet, flet altowy (6, 9)
- Richard Rood - skrzypce (5)
- Elizabeth Lim-Dutton - skrzypce (5)
- Lawrence Dutton - altówka (5)
- Sachi Patitucci - wiolonczela (5, 8, 11)
- John Thomas - śpiew (3, 5)
- Luciana Souza - śpiew (2, 4-8, 10)

## Lista utworów
| 1.  | Tall Tale (John Patitucci)                                                         | 4:56    |
|     |                                                                                    |         |
| 2.  | Chovendo Na Roseira (Antonio Carlos Jobim, arr. Luciana Souza)                     | 6:13    |
|     |                                                                                    |         |
| 3.  | I Will Arise (sł. Joseph Hart-trad. arr. John Patitucci)                           | 3:19    |
|     |                                                                                    |         |
| 4.  | Lei (Djavan, arr. Luciana Souza, John Patitucci)                                   | 5:15    |
|     |                                                                                    |         |
| 5.  | In the Bleak Midwinter (Gustav Holst, sł. Christina Rossetti, arr. John Patitucci) | 4:57    |
|     |                                                                                    |         |
| 6.  | Three Faces (John Patitucci)                                                       | 5:51    |
|     |                                                                                    |         |
| 7.  | Now the River (Luciana Souza, arr. L. Souza, John Patitucci)                       | 7:19    |
|     |                                                                                    |         |
| 8.  | Soulmate (John Patitucci, sł. Luciana Souza)                                       | 4:31    |
|     |                                                                                    |         |
| 9.  | Rhapsodic Journey (John Patitucci)                                                 | 3:17    |
|     |                                                                                    |         |
| 10. | It Never Entered My Mind (Richard Rodgers, sł. Lorenz Hart, arr. John Patitucci)   | 8:20    |
|     |                                                                                    |         |
| 11. | Love Eternal (John Patitucci)                                                      | 3:44    |
|     |                                                                                    |         |
| 12. | Wise One (John Coltrane, arr. John Patitucci)                                      | 4:26    |
|     |                                                                                    |         |
|     |                                                                                    | 1:02:08 |
|     |                                                                                    |         |

## Opis płyty
- Produkcja - John Patitucci
- Producenci wykonawczy - Glen Barros, John Burk
- Inżynier dźwięku - Joe Barbaria
- Firma nagraniowa - Concord Records
- Czas trwania - 62:35
- Autor okładki - Charles Apt
- Projekt wkładki - Abbey Anna